# Храна у средњовековној Србији
Тешко је осетити свакодневни живот нашег човека средњег века. Исхрану становништва у средњовековној Србији не познајемо довољно. Извори су сачувани у фрагментима, стереотипно и далеко од правог живота у том периоду, а упућују нас на боље познавање прилика на црквеним, него на световним властелинствима: углавном су сачуване манастирске повеље. Такође, боље се познаје ситуација у Приморју, него у унутрашњости земље. Луксуз у храни је био – луксуз средњег века, који су себи могли приуштити само појединци. Хране није било довољно за обичног човека, па је појединац живео у сталном страху од глади. Свет је постио из верских разлога, али и да би штедео у храни. Пољопривреда је једва подмиривала потребе породица. У великим средњовековним шумама Србије (које описују многи странци из тог периода) којих данас на доста подручја уопште нема, још увек су живели тур (дивље говече) и зубр (европски бизон). Од XIII века, са порастом становништва, шуме су све више крчене, у циљу добијања обрадиве површине. Велики развој рударства у позном средњем веку, такође је утицао на веће крчење шума: дрво се употребљавало за топљење руде. Тако се и природна средина у држави великих српских жупана (XII век) доста разликовала од оне у Деспотовини XV века. Протоком времена, пољопривредне алатке су биле све боље, употреба гвоздених плугова све чешћа, ђубрење обимније, баш као и крчење земљишта.

## Наводи страних савременика
Највише података о дворској исхрани у Србији тога периода, оставио је Теодор Метохит, 1299. године, присутан на двору краља Милутина, по налогу цара Андроника II. Он наводи да њему и пратњи, у „стану“ (смјештају) на двору, храна у обиљу стиже, обилније и врсније од онога што овдашњи становници себи могу приуштити: много дивљач и (вепрови и јелени) и разних птица, укусно припремљена јела и разне посластице, у златним и сребрним тањирима и посудама (више ради почасти, него потребе). На посни дан, краљ Трибала (Срба) шаље им и свеже сушено воће, колаче, приготовљене рибе (свеже речне, масне дунавске и усољене морске). Сам краљ Милутин је при зајеничким обедима јео „њихова и друга јела“. Непознати писац (вероватно француски духовник) наводи 1308. године, да „краљ и барони пију много вино, које доносе из приморских крајева“, док обичном народу недостаје вино и риба (масовно пију пиво и млеко) а у исхрани су богати са хлебом, месом и млечним производима. Барски архиепископ, Гијом Адам, каже, 1332. године, да је „краљевина Рашка“ богата у „житу, вину, уљу и месу“, пуна шума и дивљачи сваке врсте. По византијским изворима, њихов цар, Јован Кантакузин и његова пратећа војска, од стране краља Душана, дочекани су, 1342. године, скромно (према властитом начину живљења). Године 1366. Димитрије Кидон у једној беседи каже, да су Срби и Бугари „сиромашни народи“ који у својој земљи свега немају доста. Савременици из Византије истичу средњовековну Србију као „припросту и сиромашну“ (Георгије Пахимер) „сурову и непријатну“, „сурову и необичну“... Овакви описи од стране Византинаца не чуде, обзиром да су упорно инсистирали (више или мање, у зависности од политичке ситуације) на варварству Срба. Де ла Брокијер, са друге стране, наводи да у Србији „има свега што је човеку потребно“, да има „велико мноштво села и добрих намирница“, а завршава речима: „Земља Расија је, како ми се чини, веома богата свим намирницама“. Грк Критовул са Имброса (у служби султана Мехмеда II Освајача) истиче богатство Србије у храни, наводећи стада: оваца, коза, свиња, бикова, коња и других домаћих животиња. Пољски историчар, Јован Длугош, из XV века, такође је писао о богатсву Србије, која је у позном средњем веку важила за прилично богату земљу (богатију од Бугарске, коју су пустошили привремени упади Татара из јужне Русије и неких делова Византије, у дубоком опадању после Четвртог крсташког рата).

## Називи за храну у српским средњовековним изворима
У писаним споменицима средњовековне Србије, изрази за храну су: „храна“, као и „пишта“ и „крма“. Јело је: „једение“ или „јадение“. Ручак је „обед“, док се вечера назива истим именом („вечера“). У повељи за Хтетовску цркву, краљ Душан је одредио „да се псару даје или вечера или обед“, зависно од тога када стигне.

## Припрема хране и обедовање
Храна се припремала на:
- масти
- лоју или
- „маслу“ (маслиновом уљу)

У припреми јела, јасно се разликовало „варено“ (кувано) јело, од „сировог“ (свежег). Од овог другог се најчешће помиње зеље.

### Огњиште
Храна се припремала на огњишту (које се тако зове у ћириличким споменицима). Налазило се у главном делу зграде (кухињи или „кући“). Учвршћен гвозденим веригама, изнад њега је висио котао. Ватра са огњишта је давала светлост, на њему се пекао хлеб, а у котлу се кувало јело. Око огњишта су се грејали укућани и крај њега се спавало. Наша народна медицина указује на рецепт како да се спречи доспевање варнице у око. Овај рецепт, као и неки рецепти из „Ходошког зборника“ (један од терапијских зборника српске средњовековне медицине) откривају зашто су та обољења била раширена: огњиште, је било централно место у кући и људи су око њега проводили највећи део времена. Припрему хране и прање судова, вршиле су жене (у манастирима „трпезар“, а у приморским градовима су то радили и професионални кувари).

### Синија и сто
Код обичног народа се најчешће обедовало са синије, округле или четвртасте, а седело се на троношцима („tripedes“). Од оних који су обедовали за столом (седећи на клупама или столицама) трпезе („трапезе“) су (код господе) биле застрте столњацима („troalia pro tabulis“, „mensalia“) често извезеним. Властелини су имали салвете за руке („toalie pro manibus“) или „мале салвете за руке“ („toalia parva de manu“). У манастир има се обедовало за трпезом, у трпезарији („трапезарија“).

### Посуђе у српским средњовековним изворима
Највише смо обавештени о посуђу којег је било најмање: луксузном, драгоценом посуђу. Судови који су коришћени за припремање хране и исхрану, помињу се у ћириличким изворима, као: „сасуде“ и „судове“. Међутим, тешко је рећи како су изгледале неке од средњовековних посуда. Било их је од неплеменитог метала, али и од стакла и дрвета. Обичан свет је користио посуде од: дрвета, метала, камена, а највише од земље (у Србији средњег века је веома развијен грнчарски занат, а неки манастири су имали и своје грнчаре). Иако је човек у средњовековној Србији кувао јела у земљаним посудама, не значи да су била неукуснија од савремених. У средњем веку се мењао и ниво материјалне културе, тако да постоји разлика у периодима од раног до касног средњег века. То се тиче и посуђа, које су током векова користили припадници више класе, као и богати трговци и становници (посебно у приморским градовима). Разлике су у прибору српских кнежева и жупана XI и XII века и све луксузнијег прибора краљева и властелина XIII и XIV века, посебно деспота XV века. Нож се сматрао предметом за личну употребу : свака би га званица понела са собом на гозбу. Резало се ножем, а храна узимала прстима. У почетку, виљушка је имала два крака и служила је само за то да се комад меса стави на тањир. Супа се сркала непосредно из зделе (чиније) а кашика је у употреби тек од XIV века. И обичан свет је јео дрвеним кашикама (ко их је имао). Код велике господе, посуђе и зделе за исхрану и пиће (велике и мале, са поклопцима и без њих) па и сланици (Ђурађ Бранковић их је имао педесет, претежно од сребра и костира) помињу се и као позлаћени и посребрени (на пример, на двору краља Милутина) као и са амблемима и натписима, на ногарима или без њих. Помињу се и посебне посуде са водом, коришћене за прање руку, пре јела. Зна се за „кругле“, сребрне кондире, бокале (са покривачем или без њега) „каблове“ (код војводе Сандеља, од сребра) бардаке, ибрике и ведра. Господа радо пију из пехара (са ножицама, стубићима или са широким дном, са поклопцем или без њега). Сличне су биле и „купе“. Чаше (велике и мале) су најразличитијих облика: округле, са једном или више ручица и угласте. За разлику од данашњих чаша, то су у ствари биле овалне зделе, код господе често са амблемом или натписом. (Вук Бранковић је имао чашу од чистог злата, а његов син Ђурађ је оставио у дубровачком покладу педесет позлаћених чаша). У Дубровнику је такође била похрањена велика бела чаша војводе Сандаља, са његовим знамењем. Херцег Стефан Вукчић Косача је имао црвену чашу од дрвета, са сребрним украсима, као и чачкалицу од корала „с мало сребра“. Помињу се: кашке, виљушке и ножеви („гвоздени“, корални, кристални, сребрни, позлаћени). Деспот Ђурађ је имао сребрне кашике „с кристалом“, а херцег Стефан сребрне позлаћене и од корала (посребрене и позлаћене). Стефан Вукчић Косача је имао и виљушке од кристала и корала, па посребрене. Ножеви су били од метала, али и са дршком од кристал а, некада окованом позлаћеним сребром. Ножеви су држани у „ножници“ (такође је могла бити од сребра, као и позлаћена и посребрена). У XV веку се помиње „српска гвоздена боца“, „пехар српски“ и „пехар на босански начин“. Код властеле је коришћено и увезено посуђе: из Приморја, Венеције, Угарске и Византије. У Дубровнику су се користили шарене дрвене зделе и тањири („taglerios“) какве је 1442. имао кнез Конавала.

## Исхрана месом
Средњовјековно сточарство је главна привредна грана. Њиме се бавило готово сво зависно становништво, а Власи су били професионални сточари. Стока је главни капитал народа и служи као средство плаћања.
У исхрани се користило месо од домаћих животиња:
- овце
- козе
- свиње
- бика
- бивола
- коња и
- пернате живине (у Приморју је живинско месо сматрано за деликатес)

У односу на остала, стада оваца су била огромна. Године 1398. у Србији је од стране Турака дубровачким трговцима заплењено око пет хиљада оваца.
Послије оваца и свиња (у области Бранковића, 1455. године, забиљежено је преко 25000 свиња) највише су гајена говеда. У вези са гајењем свиња (просјечно двије по породици) обзиром да се ове животиње хране жиром по храстовим шумама, владару се плаћала дажбина „жировина“ (често је уступао манастирима). Назив дажбине „свињски десетак“ је представљао вид десетка од свега што је живо. Помињу се „цареви свињари“ и „станишта краљевих свиња“. Данак у стоци су добијали и властелини.

### Професионални пастири
Професионални пастири су били познати као „биволари“ „свињари“ „овчари“ „козари“ „говедари“, а чували су обично туђу стоку за накнаду („о Ђурђевдану“). Добијали би једну овцу са јагњетом, за стотину чуваних оваца. Изгубљено су морали надокнадити. У манастирима су „овчари“ добијали месечну плату „мјесечнину“. Бивола је било на посједу манастира Дечани, долини Вардара и на Приморју. Краљеви су поклањали „бивољаке“ са „биволарима“, обично манастирима. У Котору је забележена висина царине за клање бивола.

### Дивљач
У средњем веку се за храну доста користило месо од дивљачи. У вези са ловом помињу се „псари“ (чувају код властелина ловачке псе) и „соколари“ (чувари сокола који лове пернату дивљач и зечеве). Постојала су и посебна, краљевска ловишта „ловишта зверна“, а за властелу је посебно отмен био лов на јелене.
Коришћено је месо од:
- тура (дивље говече)
- зубра (европски бизон)
- шумског вепра
- јелена
- срне
- зеца
- патке
- дивље гуске
- јаребице
- дивљи голубови
- дивље патке
- препелице
- шљуке

Средњовековни свет је припитомљавао и ове дивље животиње. Угарски краљ Андрија је великом жупану Стефану Немањи поклонио припитомљене тура и турицу, а властела из залеђа припитомљене јелене - дубровачкој господи.

### Продаја стоке и меса
Стока се продавала на трговима, али тек пошто би била продата краљева стока (добијена као данак у натури) и „краљево месо“ (са његових крунских добара).
Продаја владареве стоке била је објављивана, односно свима стављано на знање. Надзор у трговима, по питању продаје и клања стоке, вршило је посебно лице. За клање стоке ради продаје, плаћала се посебна царина . Месо се продавало свеже. У градовима су постојале кланице и професионални месари, који су и продавали месо, а цијене су тачно одређене. Сачуване су и неке од њих (прописи деспота Стефана Лазаревића) . По њима је четвртина најбољег кастрата била 18 динара, лошијег 14, а најлошијег 12 динара. Најбоља плећка је коштала 9 динара. Четвртина најбољег брава: 4 динара. Говеђе груди су плаћане седам динара.

### Извоз стоке
Србија је била велики извозник стоке и сточарских производа, посебно у Приморју.
Како је у Котору, 1406. године, из хигијенских разлога било забрањено држање стоке, увожена је из унутрашњости. За клање животиња у кланици, наплаћивала се царина за месо (закупцу).

### Прерада меса
Вршена је прерада меса: за личну употребу , продају и извоз. Усољено месо је било нешто скупље, а најчешће се радило о свињском месу, које се извозило, за поморце. Прављене су кобасице и пршут, а сушено месо је чувано и за зимску употребу. Сланину је користила већина становника. Свињска маст је више коришћена (није гајен сунцокрет) а мање масло (скупо маслиново уље) из Приморја. Лој је био на цијени, зато што су од њега прављене и свијеће и није се смио износити из градова и Србије. „Камен лоја“ је коштао осам динара. Продаја соли је била контролисана, а могла се вршити у тргу Дријевима, Дубровнику, Котору и код бенедиктинске опатије Св. Срђа, на ријеци Бојани.

## Со
Као прехрамбени производ, без кога се није могло, со је караванима највише доношена са јадранске обале (у време Немањића, Србија је највише увозила со из Светог Срђа, на реци Бојани). У Доњој Зети су солане (тзв. „гумна соли“) биле бројне, у власништву краљева, манастира и епископија, касније кућа зетских владара, Балшића и Црнојевића. Монополски је производ, који се од Неретве до Бојане могао продавати на само четири места, називаним „сланице“: трг Дријева, Дубровник, Котор (солила у Грбаљском пољу ; године 1425. било их је 109, а од њих 32 которске општине, 24 зетског митрополита, 26 Ђурашевића тј. Црнојевића и 27 Луштичана) и код бенедиктинске опатије Св. Срђа на Бојани. Могли су је продавати приморске општине и српски краљеви, а обе стране издају продају у закуп. Имали су своја складишта, закупце, царинике и мераче. Режим трговине је до детаља регулисан. У Будви и Рисну „трг соли“ није био сталан и самосталан. У Котору (као и осталим „трговима соли“ су постојали „цариници соли“, а сваком је грађанину на бесплатну употребу дељено по 600 модија годишње (бесплатно се у одређеним количинама делила годишње и грађанима у другим приморским местима). Српски владари имају право специјалне продаје соли и у Дубровнику. Со су нарочито много користили сточари, Власи, а у обавези им је било да допремају овај прехрамбени производ – манастирима. Манастирима се редовно од стране владара поклањала одређена количина соли (Стефан Немања је, примера ради, одредио да се „у Зети даје Хиландару 30 спуда соли“. Осим са Јадрана, со се допремала из области Соли (Драгутинова држава) у североисточној Босни, а по освајању цара Душана и из области у Грчкој и Албанији. Помиње се солана Крстопоље (данашњи Орфано, на ушћу Струме) солана у Ликостомију. По ширењу млетачке власти у Доњој Зети, у Србију из тих крајева стиже мање соли, али зато више из Угарске и Влашке. Складишта соли су била у: Митровици, Сланкамену и Ковину (одакле је преношена преко саве и Дунава). Стовариште угарске соли је било у Бовану, код Алексинца.

## Зачини
Успевали су на средоземним обалама или доношени са истока, а у Србију су стизали са обале Јадранског мора (највише из Дубровника). Поуздано се зна да су у приморским градовима коришћени:
- цимет
- бибер (понекад се помиње у праху; један од најстаријих зачина је плод биљке повијуше, која успева у тропским пределима, а као домовина му се сматра југ Индије)
- шафран
- мирођија
- каранфилчић

Том робом се трговало у залеђу. Дубровчани су понекад поклањали зачине српским владарима и великашима.

## Воће и поврће
У континенталном делу су гајене:
- трешња
- вишња
- крушка
- јабука
- шљива
- оскоруша

Ораха је нарочито било у Метохији (указује и назив каснијег насеља Ораховац) а у Призрену дудињака (у том крају се гајила свилена буба). Смокава је било у долини Дрима, на имањима Призренских Св. Арханђела
У Приморју је гајен:
- лимун
- поморанџа
- нар
- смоква
- бадем
- шипак
- лешник

Воће се јело свеже или сушено. Гајене су разне врсте једног истог воћа, а помињу се: „рана крушка“, „слатка крушчица“, „беле шљиве“, „горке трешње“... Продавано је на пијацама, нарочито по трговима и градовима. Сматрано је за скромну храну монаха.

### Зеље
Поврће се гајило у „вртовима“, у окућници, на селу, односно око приморских градова (значајних потрошачких центара). Владари су манастирима поклањали поседе „с вртовима“. У средњовековној Србији је било наводњавања: помињу се „водовође“, „бразде“ и „ваде“. Поврће се назива заједничким именом „зеље“:
- црни и бели лук
- ротква
- купус
- репа
- бундева
- бостан
- махунарке (највише, сочиво или лећа, боб, грашак, наут (односно сланутак или леблебија), па и мак.

„Љутим зељем“ су називани лук и ротква. Де ла Брокијер помиње много пиринча око Ниша. Поврће се много више јело кувано, као вариво, а мање сирово. Продавано је на пијацама, нарочито по трговима и градовима. У Приморским градовима је строго прописивано место на коме се могла вршити продаја воћа и поврћа.

## Улије и уљаници
Старосрпски називи за кошнице и пчелињаке су „ улије“ и „уљаници“. Кошнице су имали сви, од владара и властелина, до манастира и обичног света. Неко је имао тек по коју, а неко више десетина кошница. Зависни сељаци су плаћали „пчелињи десетак“: десети део меда, било сваку десету кошницу. Постојали су професионални пчелари, а манастири су били познати као велики потрошачи меда за заслађивање и пчелињег воска, за свеће (коришћене у црквеним обредима и за осветљење). Манастирима су се од стране владара поклањали поседи са пчелињацима и пчеларима (често са децом и родбином) наведеним по имену. Тако је, примера ради, краљица Јелена Анжујска манастиру св. Николе, на Врањини, крај Скадарског језера, поклонила „уљаник мој на Крушевици“, а Стефан Дечански је „поставио“ пчелињак Богородици Љевишкој „на спомен Краљевства ми...“ Пчелари, на црквеним имањима, били су ослобођени осталих работа, краљевских и црквених, са обавезом да само „пасу“ и „роје“ пчеле. Међутим, када пчелињак временом „пропадне“, били су дужни да га о свом трошку поново „поставе“. Од стране сељака који имају кошнице, на одређене црквене празнике, манастирима се предавао мед (у Грачаници, о празнику Свете Богородице: „ко ли не да, а има, да узме поп сам“). Нема пописа кошница у Србији средњег века, али са доласком Турака, који су наплаћивали дажбине за сваку кошницу, правили су се спискови. Знамо за први такав попис у Области Бранковића, 1455. године.

## Слаткиши
Од слаткиша, који су служени на крају јела, на првом месту је коришћен мед, као главно средство за заслађивање, и у посту и у мрсу. Медом се много трговало, а Србија је била његов велики извозник. Скупи шећер („zuccharo“) коришћен је у позном средњем веку, у ограниченим количинама (на двору и код властеле) а допреман је са приморја (Дубровник, трг Дријева и други приморски градови). У Приморју се помиње „торта од сира“ („torta de caseo“, обично „пријеснац“ позната посластица од сира, која се прави и данас) и „маснице“ (врста слатких кобасица). Са обале су у унутрашњост стизали:
- шећер („zuccharo“)
- бомбони
- ушећерено воће, посебно бадеми („confetti“)

## Неродне године и ратови
„По смрти цара Стефана Душана, бист гладна година“ записано је у Сеченичком летопису. „Неродице“ су изазивале глад, због: суше, поплава, града и слане. Ратови су вођени обично лети, па је војска уништавала жито у пољима. Глађу су исцрпљивљни опседнути градови (Сер је од стране краља Душана заузет „због глади и дуге опсаде“). У гладним годинама се јео: жир, трава, корење, лишће, кора од дрвета, кожни појасеви и кожна обућа.
Тешко је наћи деценију, у којој није било гладних година, у којима су се могла купити вредна добра за мало намирница (у попису Хтетовског манастира, за 20 кабала жита, мешину сира и полутку сланине, купљена је цела једна њива „у гладно време“).

## Храна као лек
Храна се у средњем веку користила и као лек. Највећи део лековите хране био је биљне природе:
- мед (кашаљ се лечио белим луком прженим са медом)
- вино (кашаљ се лечио смоквама натопљеним у вину)
- сирће (против мамурлука)
- лук (кашаљ се лечио белим луком прженим са медом)
- боб
- грашак („црни сланутак“, посебна врста грашка, коришћена је за растварање камена у бубрегу)
- купус (облоге од купусног листа за против болова у глави)
- дуње (кашаљ се лечио дуњама печеним на крављем маслу)
- уље (ране од мача су лечене смолом и уљем)
- маховина
- семење
- кора
- корење
- бадем
- бибер (против запаљења грла и кијавице као и проблема са варењем; помешан са медом и сирћетом, против високе температуре и стомачних тегоба; облоге од самлевеног бибера и свињске масти ублажавају повреде и убоје; спречава надимање и гасове у стомаку)
- смоква (кашаљ се лечио смоквама натопљеним у вину)
- смола (ране од мача су лечене смолом и уљем)
- биљно брашно (лице је улепшавано ноћним облозима, са брашном од пасуља)

За лечење, од хране животињског порекла употребљавало се:
- сало (јелење и гушчије)
- млеко (овче и магареће)
- мозак (јелењи и лисичји)
- козји лој и плућа
- јаја
- јежева кожа
- пужеви
- ракови
- масло (груди су се трљале овчијим маслом)
- јелењи рог (прашак од рога се користио за бељење зуба)

## Пиће
Постојало је више врста пића:
- млеко
- медовина (старо словенско пиће)
- пиво
- вино

У Србији средњег века, највише се пило пиво и млеко. Омиљена је била медовина (старосрпски „мед“) особито у планинским крајевима. Са Приморја је доношено вино, више црно него бело, а углавном су га трошили властела и двор, држећи га у леденицама. У Европи се ракија први пут спомиње у средњем веку, као лек. Првобитно се називала „aquavitae“ (вода живота) и приписивали јој чудотворна својства, међу којима и оно да поспешује варење (што се задржало до данас, иако то није доказано). Продавана је и у средњовековним апотекама. У српским средњовековним изворима се не помиње производња ракије путем дестилације. Обичај да се ракија пече у казанима – стигао је касније (Србија је под Турцима постала познати произвођач ракије, посебно шљивовице).

## Гозбе
Приређиване су разним поводима. Владари су били издашни у гостопримству, под будним оком надзорника за храну („ставилац“) као и „слуга“. Стефан Немања се прије закалуђерења „довољно науживао и веселио“, као и наслађивао при „богатим трпезама“, посебно обилним у месу. Властелу при столу (по речима Теодосија) често је увесељавао и Стефан Првовенчани (уз бубњеве и гусле, како је то обичај код самодржаца, а иза оних за столом, могло је да се игра коло). И након краљевског крунисања, исти владар је приредио велику гозбу („пир“). По Теодосију, српски краљ је седео на челу трпезе. Када је византијски цар Јован Кантакузин боравио у Србији, Стефан Душан му је „на гозбама давао више и боље седиште“. И код обичног света знало се где седи домаћин, а у манастирима је био посебан ред за трпезом (у Хиландару, на пример „по реду који одреди игуман“ и нико није смео завидети „због седишта, како то чине светски људи“). Док путују по земљи, владару и црквеном поглавару (као и њиховој пратњи и коњима) народ је морао давати „оброк“ (храну). У Старом граду (Будви) били су обавезни да српском цару (његовом гласнику или посланику, као царевом „казнацу“ када дође први пут) дају три „оброка“.

### Здравице
На гозбама су често напијане здравице. Теодор Метохит је описао како му је за време обеда наздрављао краљ Милутин, а када му је овај узвраћао, краљ је био прилично задовољан. Здравице на српском двору упућене му од стране краља, помиње и цар Јован Кантакузин.

## Пост
На пост су у средњем веку били обавезни сви: од владара, властеле и обичног света, до (нарочито) монаха. Сами догађаји су се рачунали: пре и после поста. Тако је Теодор Метохит (који се у време поста нашао на двору краља Милутина) чашћаван: уместо меса – рибом, уз „најбоље њихове колаче“, сирово и сушено воће. Још раније, Срби су се једном приликом распитивали, хоће ли византијски цар доћи у западне крајеве своје државе „пре наступања дана редовног годишњег поста“. И обичан свет је постио, али је изузетака увек било. Помињу се три поста: ускршњи, божићни и пост Св. Апостола.